# Bulbophyllum adiamantinum
Bulbophyllum adiamantinum là một loài phong lan thuộc chi Bulbophyllum.